# Площа Підкови
Пло́ща Іва́на Підко́ви — площа в Галицькому районі Львова, в історичному центрі міста. Розташована між проспектом Свободи та вулицею Театральною. Належить до найменших площ Львова.

## Історія виникнення

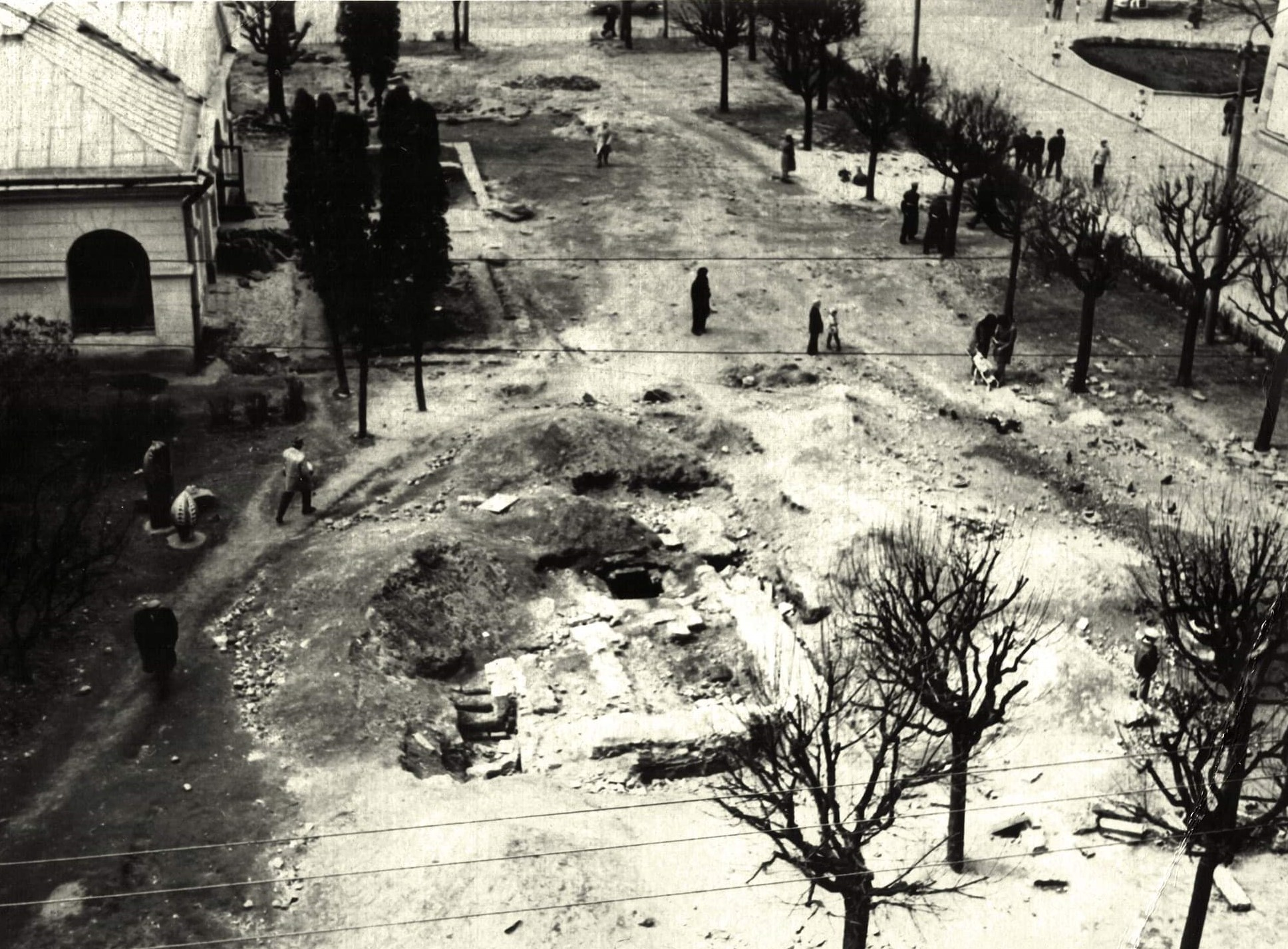
Площа Підкови (розкопки)

Археологічні дослідження, проведені у 1997 році, засвідчили існування на нинішній площі Івана Підкови залишків цегляно-кам'яної будівлі давньоруської доби. На думку професора та ректора Львівського університету о. Венедикта Левицького (1753-1851), за часів руських князів тут була церква Святої Трійці.  Під час правління Володислава Опольського, на місці церкви виник Шпиталь Святого Духа, що діяв тут упродовж 1377—1780 років. Через це вона мала назву «площі Святого Духа». У середньовіччі на цій території окрім шпиталю з маленькою каплицею (зведена в 1430 році) і цвинтарем розташовувались дім вікарія шпиталю та інші житлові кам'яниці, воскобійня. У другій половині XVIII століття стан споруди поступово погіршувався і 7 березня 1780 року частина шпиталю завалилася. Відтак у 1784 році шпиталь разом з каплицею було розібрано.
22 березня 1780 року австрійська влада видала розпорядження: «… будинки шпиталю i костелу негайно залишити i відразу після Великодніх свят приступили до їх знесення. Кафедральному урядовцю ксьондзу Годуровському забезпечити винесення з костелу всіх святинь. Площа, аж до подальшого розпорядження, має залишатись порожньою, оскільки про відбудову шпиталю не може бути й мови, за браком місця i тісноти в самому місті. Матеріал, що залишиться після розбирання, слід продати з аукціону тому, хто заплатить найбільше». Розпорядження виконали. Костел i шпиталь розібрали, частину матеріалу продали з аукціону львівському купцеві Прешлові за 1504 польських злотих і 54 крейцерів, решту магістрат Львова витратив для своїх потреб.
Однак площа залишалася не зовсім пустою — посередині (в 1788 році) збереглась руїна – «шмат кам'яниці», котра стала предметом суперечок між містом i церковною владою. «Шмат кам'яниці», імовірно, був помешканням (зведеним Мартином Філіповським за дозволом архиєпископа Липського) вікарія або монсеньйора. Ця обставина і призвела до претензій церкви не лише на кам'яницю та матеріал, що залишився після знесення костелу, а і на частину земельної ділянки (17,5 квадратних сажнів). Загроза нелегкого судового процесу з церквою підштовхнули міську владу до того, щоб продати площу центральному уряду. Справа продажу тривала від 1786 до 1788 року, після чого (на підставі оцінки від 16 червня 1788 року) уряд придбав від міської влади саму площу за ціною 2715 польських злотих 37 крейцерів, з наступним переказом цих коштів (так само як i знесеного в цей же час шпиталю Святого Станіслава) до шпиталю Святого Лазаря, з якого уряд мав намір зробити головний заклад для бідних. Відтак церква розпочала судовий процес (за ділянку розміром 17,5 квадратних сажнів, де стояв будинок вікарія), який, зрештою вона програла i центральний уряд став безспірним власником всієї площі.
Проте це місце займало лише невелику частину сучасної території площі Івана Підкови, оскільки на її другій половині стояли фортифікації, а саме — мур, рів, вал з чотирма будинками, які належали магістрату міста.
Наприкінці XVIII століття високий мур знесли, засипали рів, на валу розбили сквер. За рахунок цього площа Святого Духа збільшилася майже удвічі, сягаючи аж до самого правого берега Полтви, а власниками площі стали наполовину центральний уряд, а наполовину магістрат міста Львова. Кам'яницю на розі сучасних вулиць Памви Беринди i Театральної (будинок № 11) займали Понінські. Поволі площа ставала людною та пішохідною, а межа між тим, що належало уряду i тим, що було у власності міста, поволі затиралась.
Упродовж 1827—1829 років коштом К. Гартмана на площі збудовано класицистичну споруду гауптвахти за проєктом Матео Брезані і дім «Віденської кав'ярні» (за будівництво гауптвахти місто подарувало ділянку під кав'ярню). Із заходу територія обмежувалась двома рядами міських мурів, між якими теж з'явились житлові будинки.
Напередодні першої світової війни місто планувало викупити у гміни частину площі, знести будинки Віденської кав'ярні та звести велику адміністративну споруду із залою засідань міської ради, залою для урочистих подій та помешканням для президента міста. Паралельно планувалось розширити вулицю Кілінського (тепер вул. Беринди). Плани не реалізовано. Сучасну назву площа отримала 1946 року на честь молдавського господаря, козака Івана Підкови, страченого 16 червня 1578 року у Львові.
1978 року при прокладанні каналізаційного колектора знайдено залишки фундаментів шпиталю, проведено археологічні розкопки. Виявлено також залишки дерев'яного будинку княжого періоду, що згорів під час пожежі 1381 року. Найдавніші знахідки датувалися VIII—VI ст. до н. е. Фундаменти шпиталю протрасовано на поверхні тротуару цегляною кладкою.

## Сучасність
1982 року по центру площі встановлено пам'ятник Івану Підкові (скульптор Петро Кулик, архітектор Володимир Блюсюк).

## Світлини

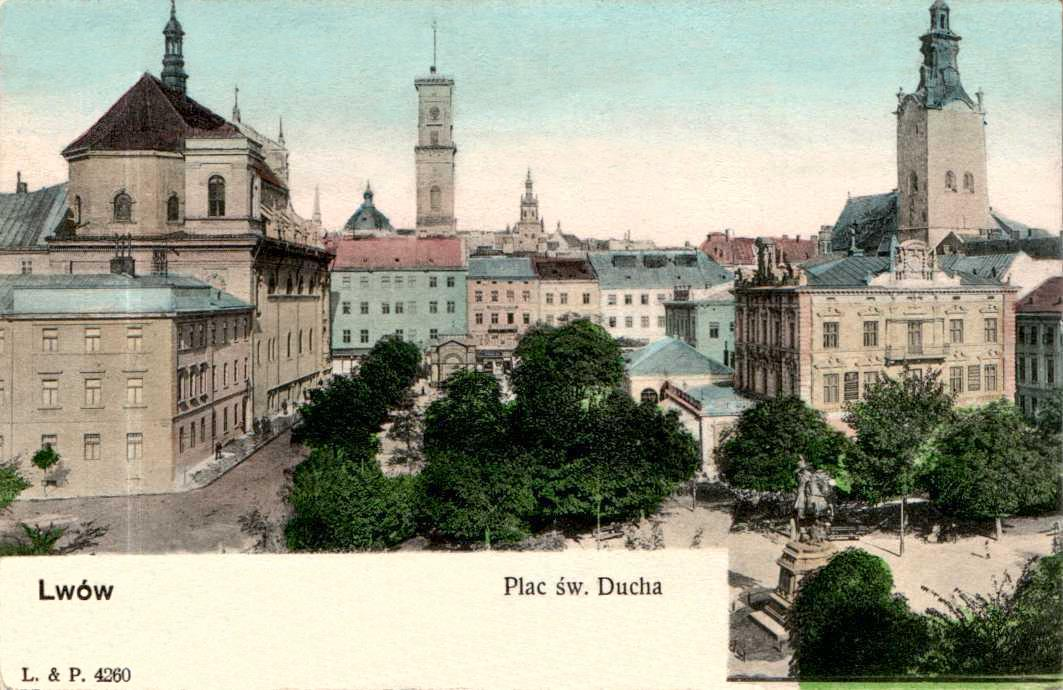
Вигляд на площу на поштівці (1905)
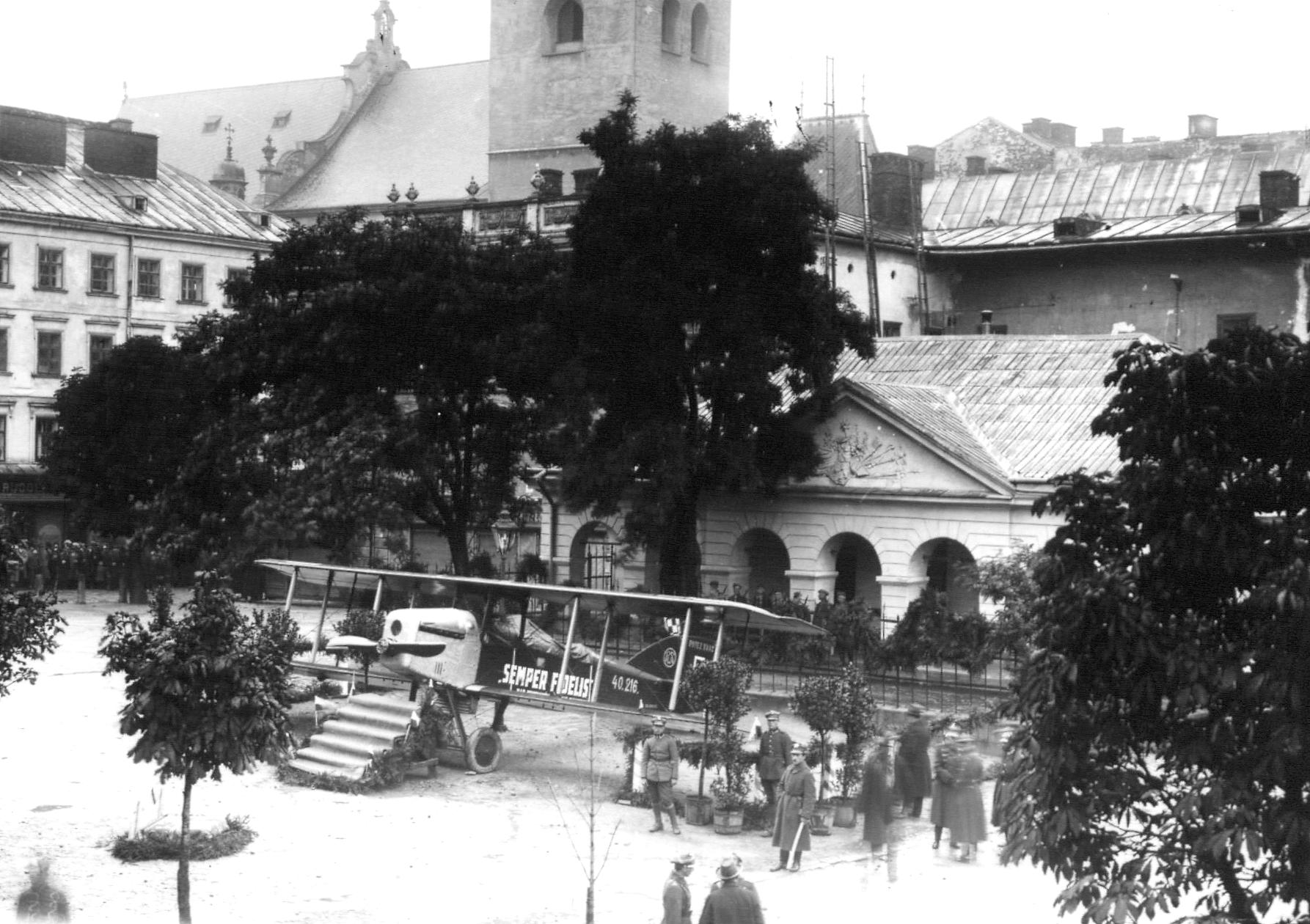
Площа Івана Підкови (1899)
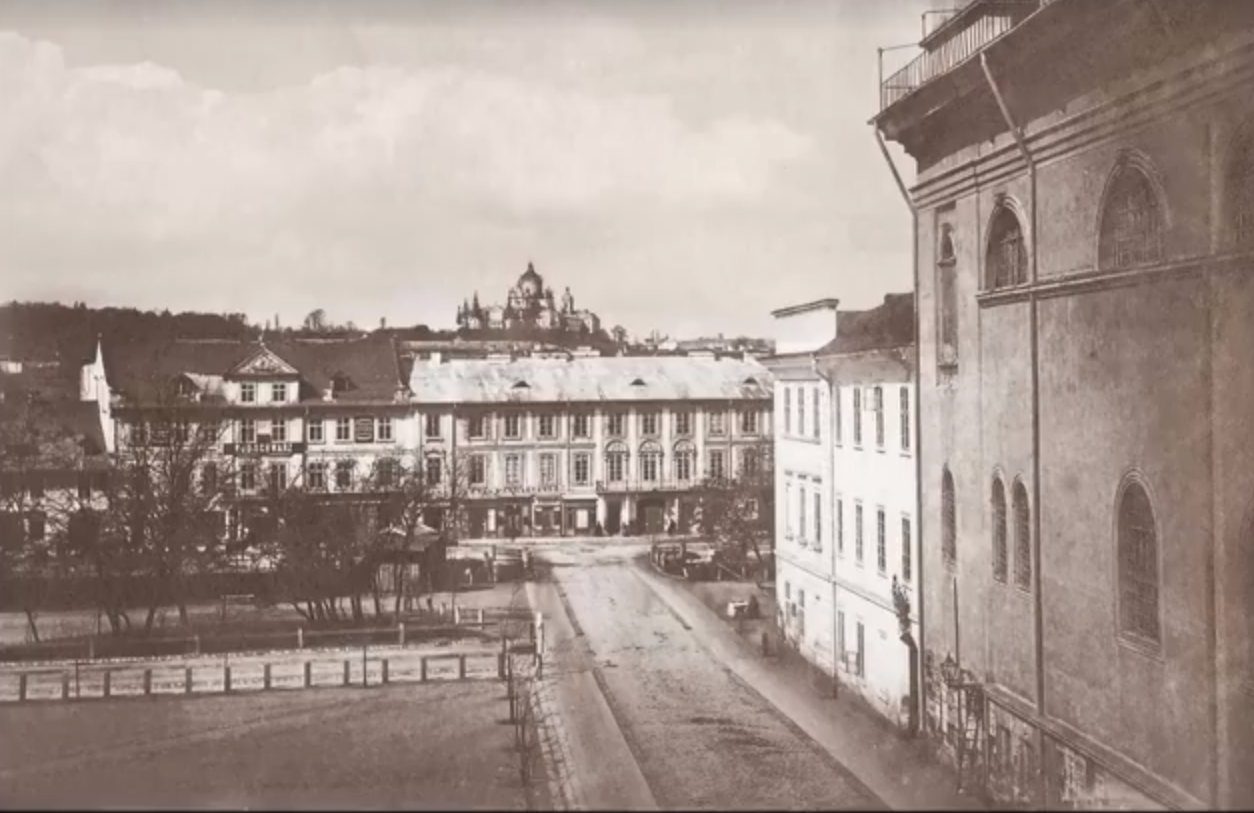
Площа Івана Підкови (1878)
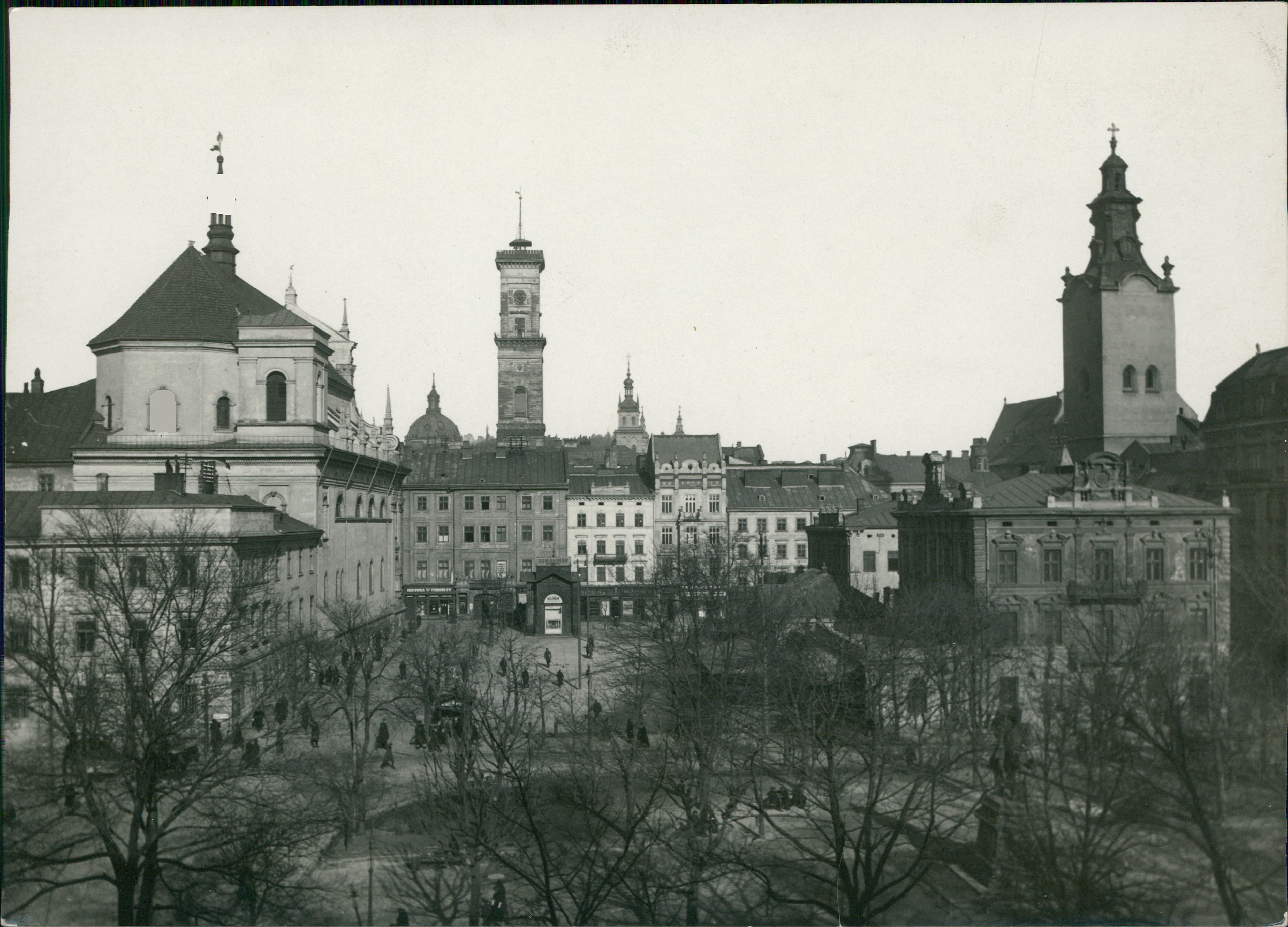
Площа Івана Підкови (1901)
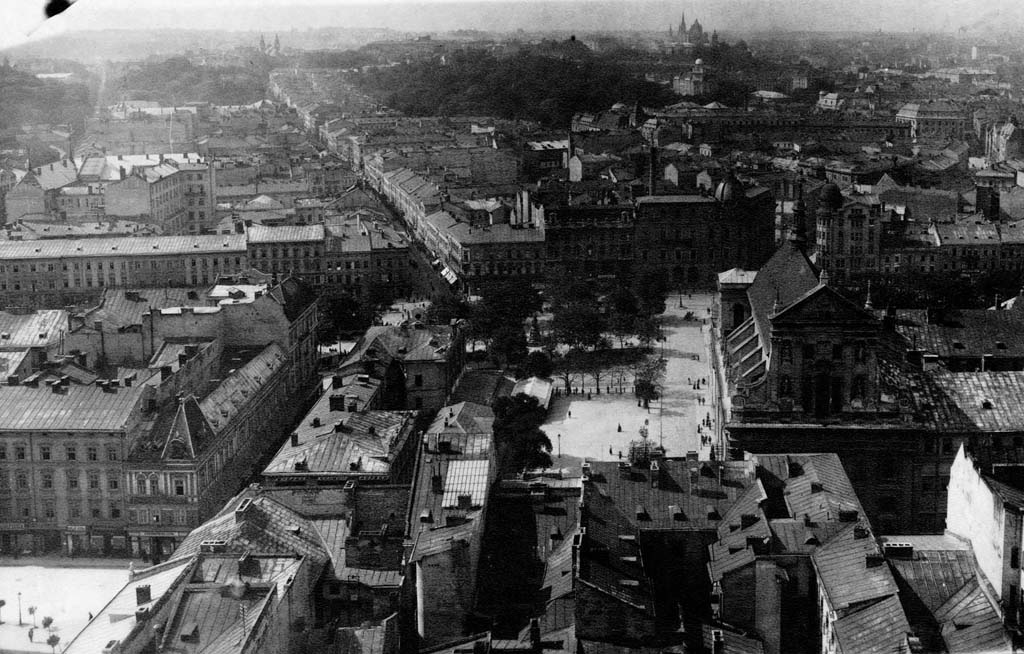
Площа Івана Підкови в центрі (1921)
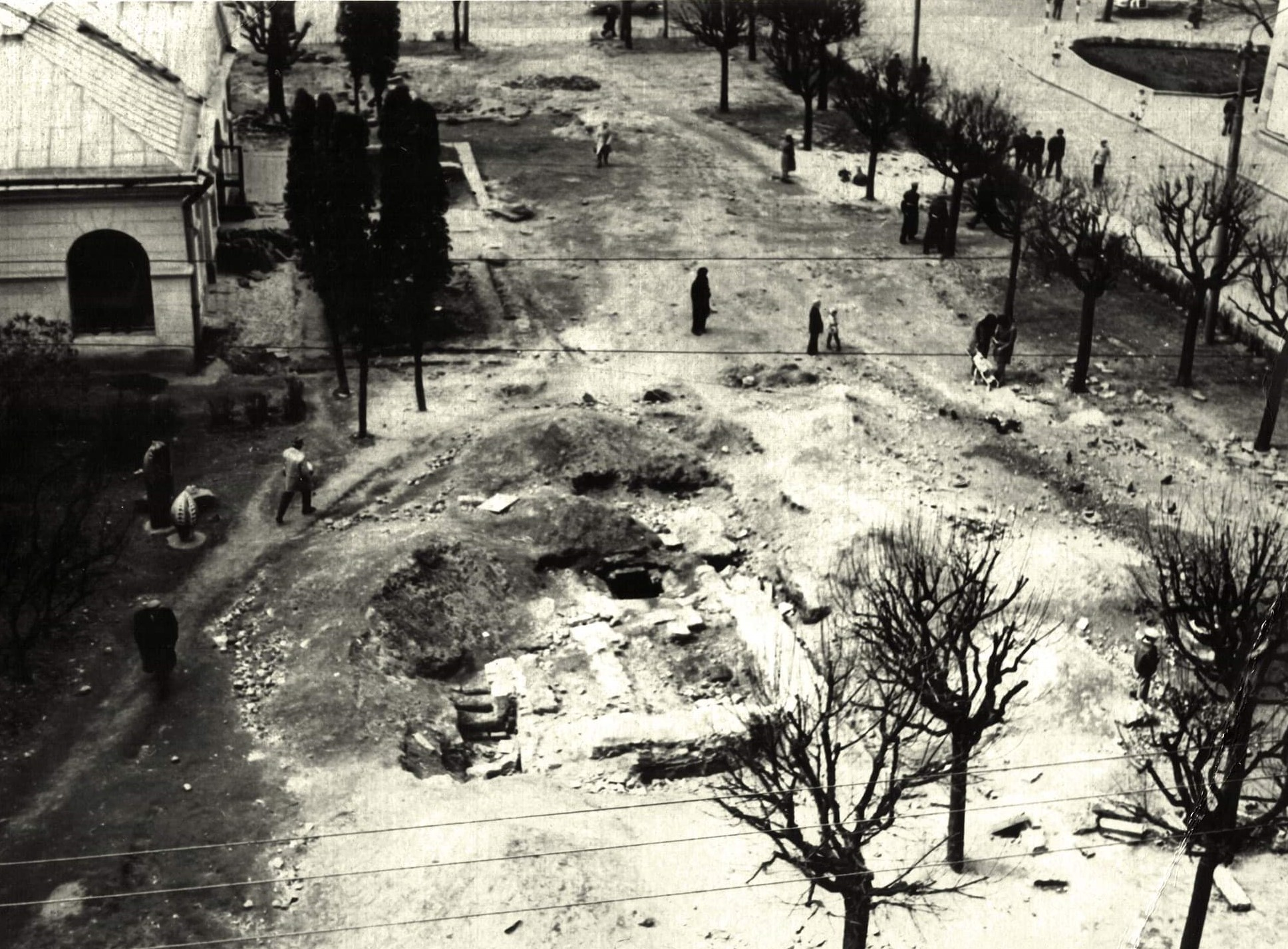
Розкопки на площі Івана Підкови (1979)
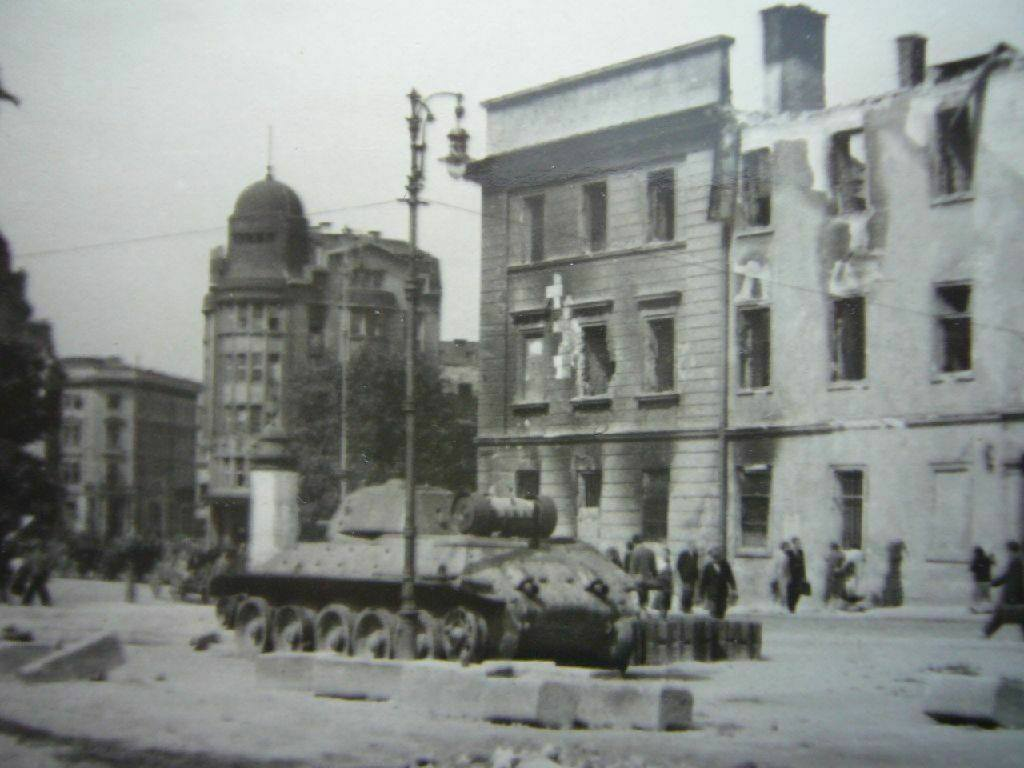
Площа Івана Підкови (1944)
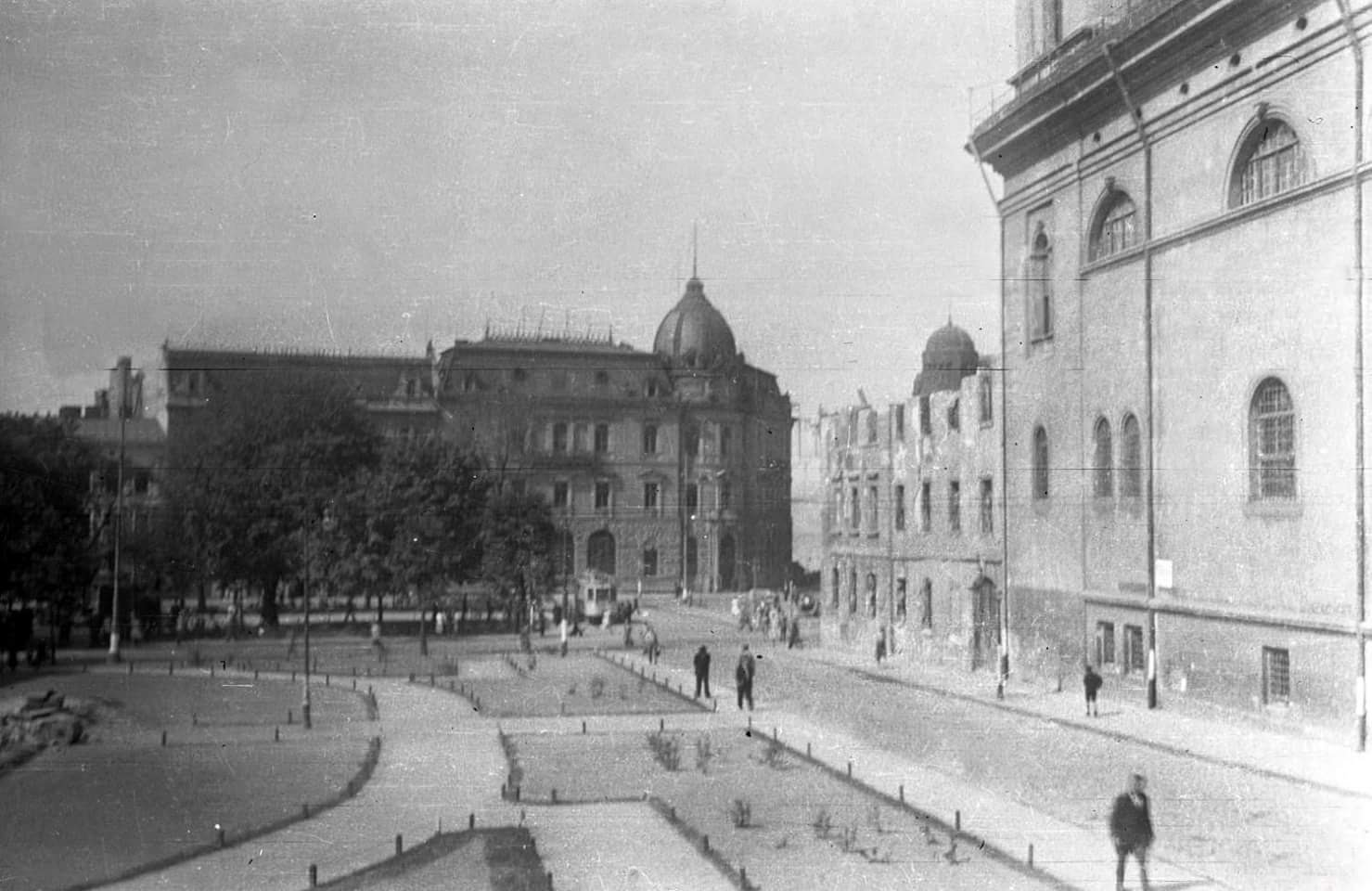
Площа Івана Підкови (1926)